# 第52軍 (日本軍)
第52軍（だいごじゅうにぐん）は、大日本帝國（現・日本国）陸軍の軍の一つ。

## 沿革

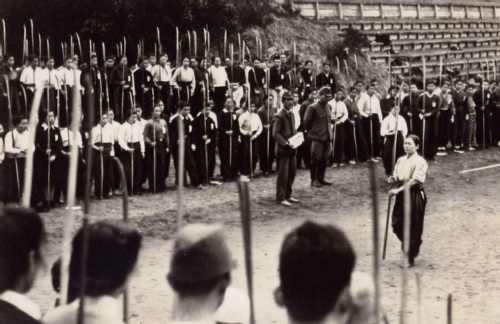
千葉県・九十九里浜で実施された第52軍による国民義勇隊の訓練の様子（1945年）

大東亜戦争（太平洋戦争・第二次世界大戦）末期の1945年（昭和20年）、大本営は第二次兵備を決定し、すぐそこまで迫っていた本土決戦（日本陸軍省コードネーム決号作戦、米軍コードネームコロネット作戦）に向けた帝都東京の守りを充実させようとしていた。
本軍団はその一環として、同年4月8日付で編制完結。第12方面軍隷下にあり、先の第一次兵備で編制された沿岸配備師団の第147師団を軍団の隷下に組み込んだ。
本軍団の本営は、千葉県佐倉（実際は印旛郡酒々井町）に在って、本土決戦に突入した場合、アメリカ合衆国陸軍を中心とする連合国軍の関東上陸作戦で適地になると予想された千葉県太平洋沿岸九十九里浜の守りに備えていた。

ところが同年8月15日、第42代内閣総理大臣鈴木貫太郎がポツダム宣言を受諾して帝國陸海軍は降伏。これを受けて本軍団は武装解除させられ、当初の設立目的だった本土決戦で活躍することなく、その任務を終えた。

## 軍概要

### 司令官
- 重田徳松 中将（陸士24期）：1945年（昭和20年）4月7日 - 終戦

### 参謀長
- 玉置温和 少将（陸士29期）：1945年（昭和20年）4月6日 - 終戦

### 最終司令部構成
- 司令官：重田徳松中将
- 参謀長：玉置温和少将
- 高級参謀：加藤昌平中佐
- 高級副官：田島武一郎中佐

### 最終所属部隊
- 近衛第3師団：山崎清次中将[1]
- 第147師団：石川浩三郎中将[1]
- 第152師団：能崎清次中将[2]
- 第234師団：永野亀一郎中将[2]
- 独立戦車第3旅団（更科）：田畑与三郎大佐[3]
  - 戦車第33連隊：貞国誠三少佐 　
  - 戦車第36連隊 石井隆臣大佐
  - 独立戦車第3旅団機関砲隊：伊藤正夫少佐 　 　
  - 独立戦車第3旅団輜重隊：宮沢延寿大尉 　 　
  - 独立戦車第3旅団整備隊：古賀健児少佐
- 戦車第48連隊：曽原純男少佐
- 第8砲兵司令部：原田鶴吉中将[4]
  - 砲兵情報第2連隊：片島一彦中佐
  - 独立山砲兵第14連隊：中島政次中佐
  - 重砲兵第14連隊：兼松旭大佐 　
  - 野戦重砲兵第27連隊：藤戸敏雄大佐　 　
  - 野戦重砲兵第7大隊 　 　 　
  - 野戦重砲兵第18大隊  　
  - 独立重砲兵第11大隊：末松貞雄中佐　
  - 独立重砲兵第42大隊 　 　 　
  - 迫撃砲第40大隊：古宮栄大尉
- 独立速射砲第24大隊：萱場三郎大尉
- 独立機関砲第35中隊
- 独立機関砲第36中隊
- 独立工兵第69大隊：飛田新次郎少佐
- 独立工兵第94大隊
- 独立工兵第95大隊：前田利定大尉
- 独立工兵第96大隊
- 独立工兵第97大隊
- 電信第39連隊：大田俊雄中佐
- 特設警備第26中隊
- 特設警備第28中隊
- 特設警備第29中隊
- 第150兵站地区隊本部
  - 兵站勤務第150中隊
- 第19野戦勤務隊本部